# Lichtenbroich
Lichtenbroich, Düsseldorf-Lichtenbroich — dzielnica miasta Düsseldorf w Niemczech, w okręgu administracyjnym 6, w kraju związkowym Nadrenia Północna-Westfalia, w rejencji Düsseldorf.  